# Perković (település)
Perković falu Horvátországban Šibenik-Knin megyében. Közigazgatásilag Šibenikhez tartozik.

## Fekvése
Šibeniktől légvonalban 18, közúton 24 km-re keletre, Dalmácia középső részén, a 298 méteres Srdašce nevű kis magaslat délkeleti lejtőin fekszik. Területét délről az 503 méteres Mravnik, keletről a 485 méteres Trovro határolja. Településrészei Selo, Matići és Podnjive. Itt halad át a Zágráb-Split vasútvonal, melynek Perković nevű állomása a településtől mintegy 2 km-re Sitno Donje határában található. Közúton keletről Danilón és Slivnón, délről pedig Vrpoljén és Ripištén keresztül közelíthető meg. Településrészei közül Selo a legrégibb, délnyugati része a településnek. Matići a Srdašce lejtőin található, emiatt legnagyobb része lejtős és csak a maradék terület alkalmas a földművelésre. Podnjive a település új része a falu ciszternája alatti mezőn, a vasútállomáshoz vezető út mentén fekszik. Itt az 1911-ben épített ciszterna és a régi sportpálya körül állnak a fiatal családok házai.

## Története
A település név szerint csak viszonylag későn 1808-ban bukkan fel „Percovich” alakban a történeti forrásokban, annak a békéltető tanácsnak az oklevelében, amely a Šibenik és Sitno Donje közötti, a Trovro előterében fekvő legelőt érintő területi vitában működött közre. Ez éppen a francia megszállás idejére esett, 1806 és 1813 között ugyanis egész Dalmácia Napóleon csapatainak megszállása alatt állt. Napóleon bukása után ismét Habsburg uralom következett, mely az első világháború végéig tartott. Következő említése is a Habsburg adminisztrációhoz kapcsolódik, a Dalmáciára vonatkozó osztrák kataszteri nyilvántartás okiratában „Percovich” néven szerepel. Perkovićot 1869-ig Slivno részeként tartották nyilván. 1870-ben a dalmáciai vasútvonal megépítéskor már önálló településként szerepel a tervrajzokon és a térképeken. Az itt kialakított vasútállomás is már a Perković nevet kapta, noha Sitno Donje területére került. Itt építették ki a vonal šibeniki leágazását is. Ma a történelmi Sitnica plébániáját is perkovići plébániának nevezik, noha paradox módon maga Perković település nem ide, hanem a daniloi plébániához tartozik. A falunak 1880-ban 89, 1910-ben 107 lakosa volt. Lakosságát 1880-tól számlálják önállóan, de hivatalosan csak 1900-tól számít önálló településnek. Az első világháború után rövid ideig az Olasz Királyság, ezután a Szerb-Horvát-Szlovén Királyság, majd Jugoszlávia része lett. Lakossága mezőgazdaságból, szőlőtermesztésből élt. A délszláv háború során a település mindvégig horvát kézen volt. 2011-ben 111 lakosa volt.

## Lakosság

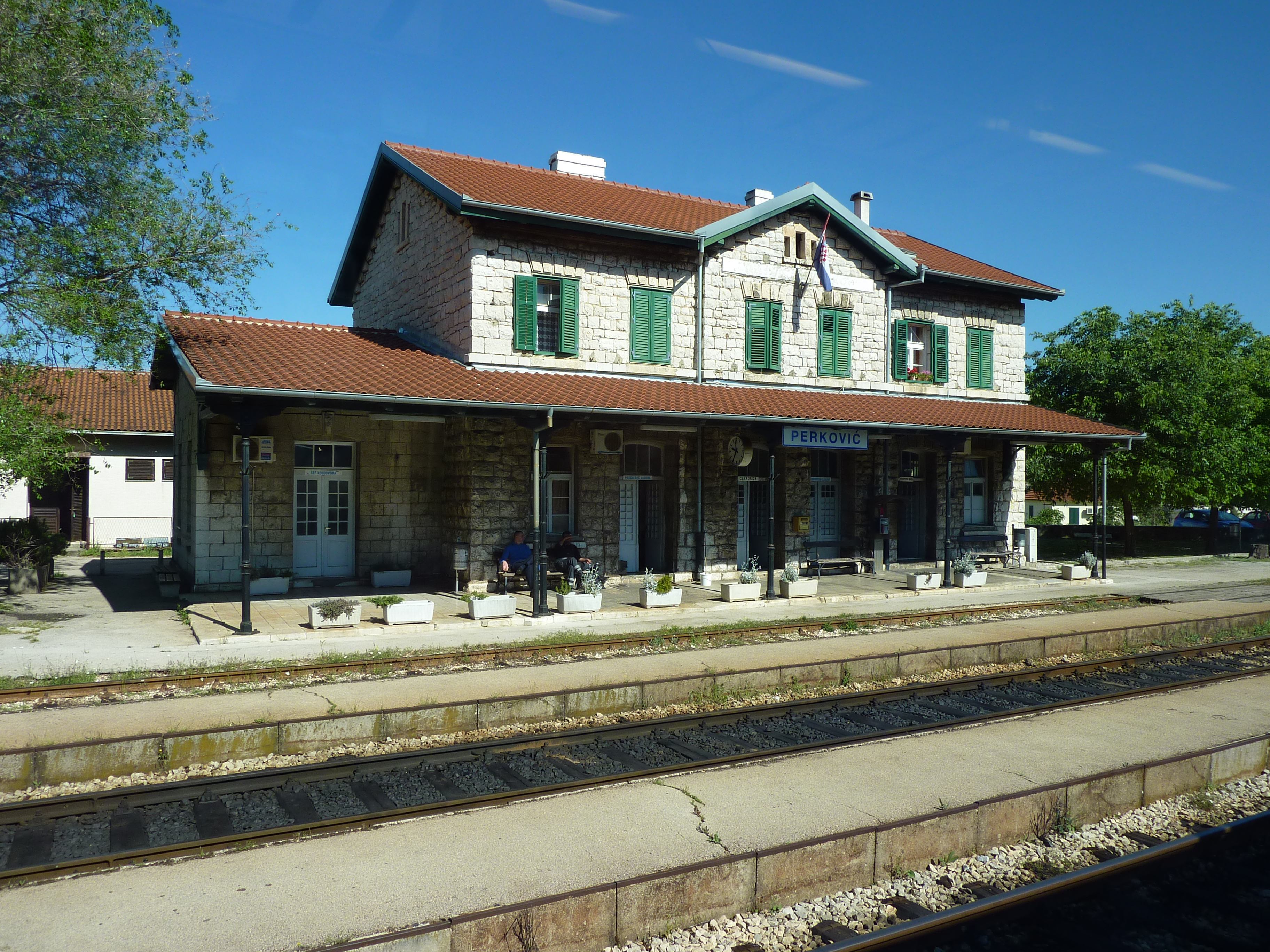
Perković vasútállomása

| Lakosság változása | Lakosság változása | Lakosság változása | Lakosság változása | Lakosság változása | Lakosság változása | Lakosság változása | Lakosság változása | Lakosság változása | Lakosság változása | Lakosság változása | Lakosság változása | Lakosság változása | Lakosság változása | Lakosság változása | Lakosság változása |
| ------------------ | ------------------ | ------------------ | ------------------ | ------------------ | ------------------ | ------------------ | ------------------ | ------------------ | ------------------ | ------------------ | ------------------ | ------------------ | ------------------ | ------------------ | ------------------ |
| 1857               | 1869               | 1880               | 1890               | 1900               | 1910               | 1921               | 1931               | 1948               | 1953               | 1961               | 1971               | 1981               | 1991               | 2001               | 2011               |
| 0                  | 0                  | 89                 | 108                | 93                 | 107                | 0                  | 209                | 190                | 192                | 182                | 170                | 142                | 146                | 115                | 111                |

## Nevezetességei
Szent Nikola Tavelić tiszteletére szentelt római katolikus temploma 2005-ben épült. Egyszerű betonépület, homlokzata felett pengefalú harangtoronnyal, benne két haranggal. A korábbi Szent Nikola Tavelić házikápolnát 1971-ben építették A. Barač tervei szerint. Ma hittanteremként szolgál.

## Fordítás
Ez a szócikk részben vagy egészben  a   Perković című horvát Wikipédia-szócikk ezen változatának fordításán alapul.  Az eredeti cikk szerkesztőit annak laptörténete sorolja fel. Ez a jelzés csupán a megfogalmazás eredetét és a szerzői jogokat jelzi, nem szolgál a cikkben szereplő információk forrásmegjelöléseként.